# Llevant Unió Esportiva
|  | Aquest article tracta sobre l'equip de futbol. Vegeu-ne altres significats a «Llevant (desambiguació)». |

El Llevant Unió Esportiva (Levante Unión Deportiva, SAD segons la denominació oficial) és un club de futbol de la ciutat de València que té un especial arrelament en els seus barris marítims, al barri d'Els Orriols i també al centre històric de la ciutat.
El Llevant U.E. va ser fundat l'any 1909, sent considerat el club de futbol degà del País Valencià, nascut 10 anys abans que l'històric rival de la ciutat, el València CF. L'equip pren el nom de la platja de Llevant (actualment coneguda com Les Arenes), on se situava el seu camp de joc, el Camp de la Platgeta, a començaments del segle xx.
La temporada 2025/2026, tornarà a la primera divisió després de tres temporades, i aconsegueix així el seu sisé ascens a la màxima categoria de la lliga espanyola.

## Història

### Orígens històrics
A les acaballes del segle xix el contacte de les tripulacions de vaixells mercants amb els habitants dels Poblats Marítims de València propicià l'entrada del futbol a la ciutat. Fou en aquests Poblats Marítims, i concretament al Cabanyal, on el mestre i pedagog progressista Vicent Ballester Fandos, seguint les idees de l'higienisme a l'esport que corrien per Europa, impulsà la pràctica del futbol entre els seus alumnes juntament amb els treballadors portuaris i els mariners anglesos. Foren els fills del mestre Ballester, els també pedagogs i anys més tard alts càrrecs de la II República Víctor i José Ballester Gozalvo, els qui el 6 de setembre del 1909 registraren el club Llevant Futbol Club.
El 7 de setembre d'aquell mateix any, en el marc de l'Exposició Regional valenciana, es va crear la Federación Regional de Clubes de Football. Els clubs d'aquella primera temporada foren el València Futbol Club (desaparegut el 1918, antecessor de l'actual València CF), l'Espanya, el Llevant FC, l'Hispano i Lo Rat Penat.
Paral·lelament, el dia 16 de setembre de 1909 es publica l'anunci de constitució de la societat Gimnàstic Futbol Club, que jugava en un camp cedit pel Patronat de la Joventut Obrera al barri de Campanar.
La temporada 1921-22, el Llevant FC obté el seu primer succés: ser subcampió regional valencià. De la mà de Gaspar Rubio, arriba a ser campió regional valencià en la temporada 1928-29. Després d'aquesta temporada, naix el campionat nacional de lliga amb tres divisions. La temporada 1934-1935 aconsegueix vèncer de nou en la divisió regional València-Múrcia i arriba a les semifinals de la Copa d'Espanya, on cau eliminat pel Sabadell.
Per la seua banda, el Gimnàstic FC finalitza campió de la regió valenciana la temporada 1923-24.
Durant la Guerra Civil espanyola, Llevant i Gimnàstic van jugar a la Lliga de la Mediterrània, acabant cinquè i sisè, respectivament. Els equips d'aquesta lliga també van competir en la Copa de l'Espanya Lliure, ocupant el FC Llevant la plaça que havia deixat el FC Barcelona quan va optar per recórrer Mèxic i els Estats Units a la recerca de fons per a la II República. D'aquesta forma, al torneig hi van participar quatre equips, dos valencians (Llevant FC i València FC) i dos catalans (CD Espanyol i Girona FC). La primera ronda de la competició va ser una minilliga amb els dos millors equips, Llevant i València, de classificació per a la final. El 18 de juliol de 1937, el Llevant FC va derrotar el València FC per 1-0 a l'estadi de Montjuïc i es proclamà campió de la Copa de l'Espanya Lliure. Aquesta copa no havia estat reconeguda històricament per la Reial Federació Espanyola de Futbol, tot i que l'any 2007 el Congrés dels Diputats d'Espanya va aprovar una proposició no de llei en què instava la Federació a estudiar la possible oficialitat d'aquesta competició. Finalment, al 2023 la RFEF va reconèixer l'oficialitat d'aquest títol, la qual cosa fou celebrada a Orriols degut a que es tracta del primer i únic títol de la història del club.

### Unió Llevant-Gimàstic

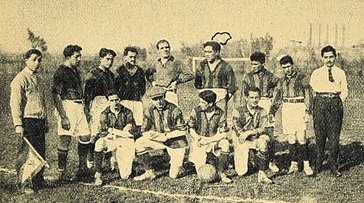
Planter del Gimnàstic FC l'any 1924.

Paralitzat el futbol per l'avanç de la guerra civil, en acabar-se, el Llevant FC es va trobar amb un equip sense camp, ja que el del Camí Fondo del Grau estava totalment destruït. D'altra banda, el Gimnàstic FC es va trobar en la situació inversa: sense equip i amb el seu camp del Vallejo hàbil per a la pràctica del futbol. Davant d'aquesta situació van acordar fusionar-se i així nasqué la Unió Esportiva Llevant-Gimnàstic, coneguda popularment com l'Udelage a partir de les seues inicials en castellà. La signatura de la fusió entre el Llevant FC i el Gimnàstic FC va tenir lloc el dia 6 d'agost de 1939, en el domicili d'en Rafael Valls Castelló, carrer de la Reina, 72, 1r, València. Després de la signatura de l'acord de la fusió, va ser elegit Rafael Valls Castelló primer president de la Unió Esportiva Llevant-Gimnàstic. El color inicial de la samarreta fou de bandes blanques i vermelles, fruit del blaugrana del Gimnàstic i blanc-i-negre del Llevant. El nou club també heretà el sobrenom de 'granotes', de quan el Gimnàstic FC jugava al camp Stadium, situat al llit del riu Túria.

### Inicis del Llevant Unió Esportiva

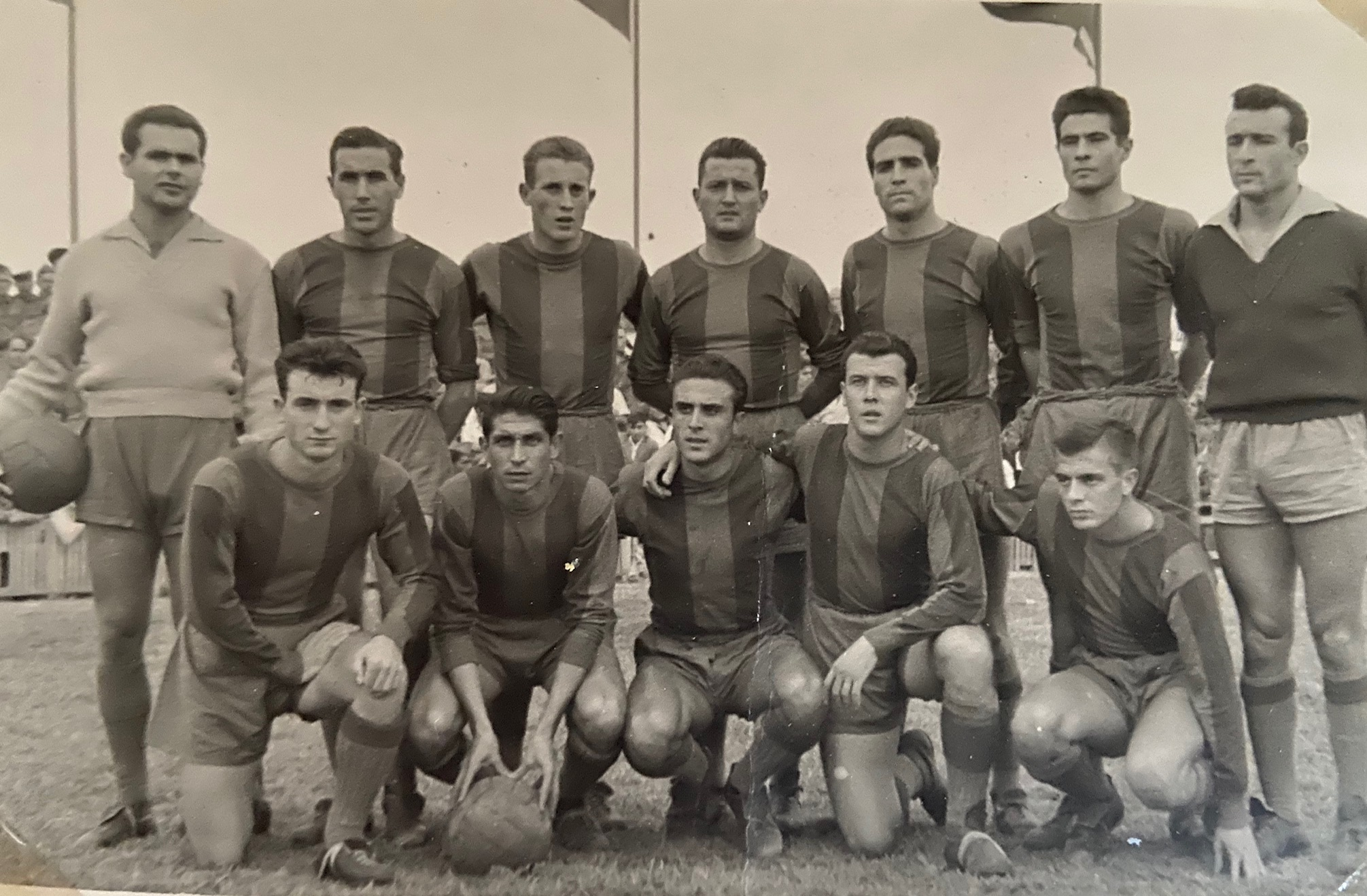
Planter del Llevant als anys 1940.

La temporada 1941-42 es va acordar el canvi de nom, per anomenar-se Llevant Unió Esportiva (Levante Unión Deportiva, oficialment en castellà), i canvià els colors de la samarreta pels blaugranes del Gimnàstic FC., relegant el blanc-i-negre del Llevant FC a la segona equipació. Aquesta mateixa temporada, l'equip va descendir a la categoria regional, encara que a l'any següent s'aconsegueix tornar a Tercera Divisió. La temporada 1943/44, el Llevant va finalitzar com a campió, però no va aconseguir l'ascens, el qual es va fer esperar fins a dos anys després, en la temporada 1945/46. El Llevant va finalitzar la campanya com a campió del seu grup i va quedar segon en la liguilla d'ascens, per darrere del CD Màlaga. Ja en Segona Divisió, el Llevant va realitzar una bona temporada com acabat d'ascendir, finalitzant en el sisè lloc. Però el seu major èxit el va aconseguir en la victòria en Copa contra un mític Athletic Club, remuntant un resultat de 6-2 en San Mamés, vencent en Vallejo per 4-2 en un partit històric.
El Llevant es va mantenir en la Segona Divisió fins a la temporada 1951/52, quan va descendir a Tercera Divisió. Aquest mateix any, el club es va fer amb el domini del camp de Vallejo per 6 milions de pessetes. Després d'un any de transició en Tercera, el Llevant torna a Segona Divisió en la temporada 1953/54, sent els jugadors portats a muscles pels carrers del barri del Cabanyal i de la Malva-rosa. No obstant això, a l'any següent, l'equip va tornar a descendir, encara que va recuperar la categoria immediatament després. La temporada 1957/58, l'equip va començar amb molt mals resultats coincidint amb la gran riuada de València, que va deixar el camp de Vallejo inservible, havent de jugar-se els partits corresponents a la primera volta lluny d'ell. Malgrat els contratemps, el Llevant va aconseguir remuntar i aconseguir un increïble quart lloc, la qual cosa va fer que els aficionats començaren a somiar amb l'ascens a primera divisió. Aquest quasi es va aconseguir durant la temporada 1958/1959; no obstant això, la U.D. Las Palmas va vèncer el Llevant en la promoció per un gol de diferència.

### Anys 1960

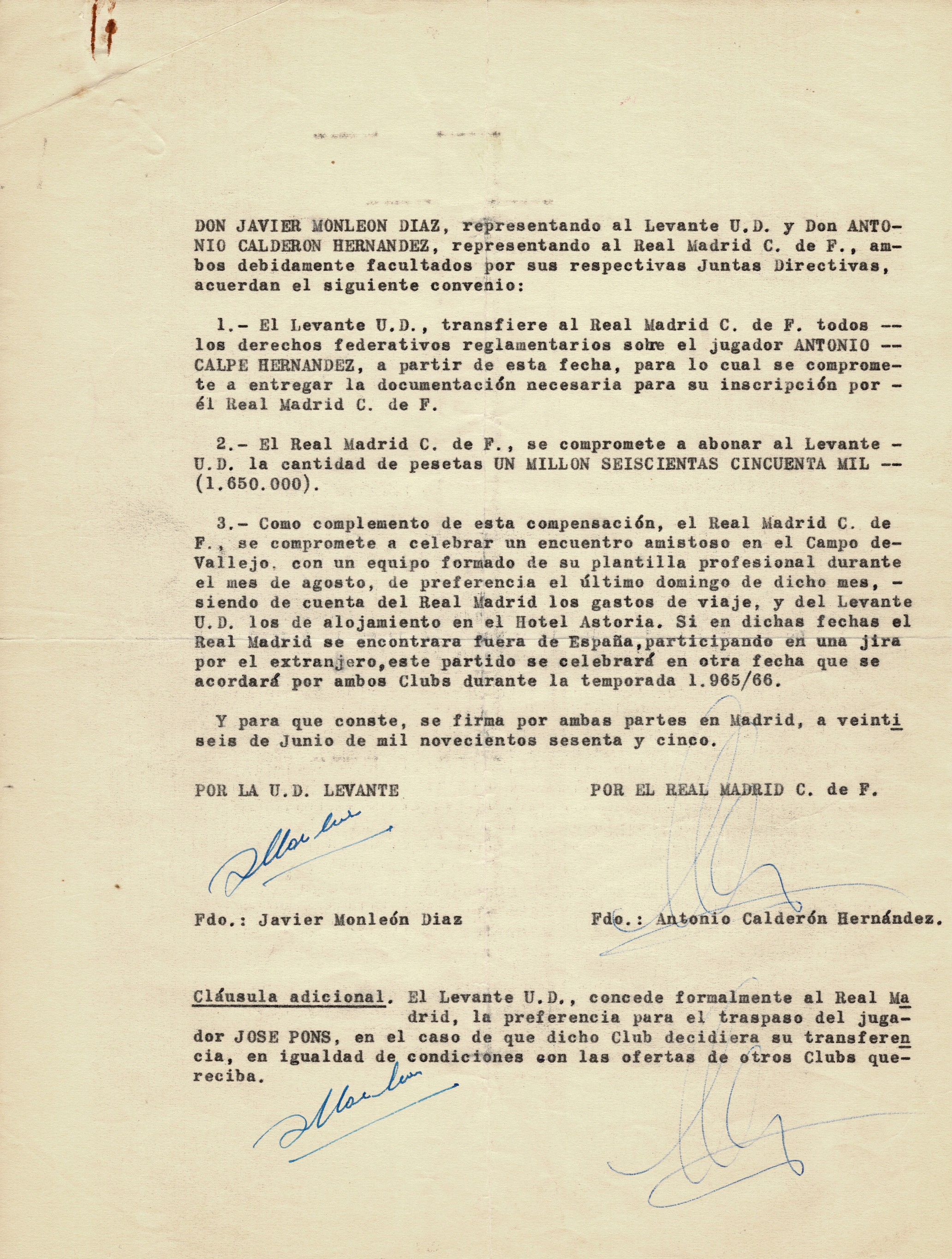
Contracte de venda d'Antonio Calpe al Reial Madrid.

Durant els anys seixanta, el club va dur a terme un procés d'estabilització econòmica davant els problemes monetaris que va començar a mostrar. La temporada 1962/63, el Llevant aconsegueix el seu primer ascens a Primera Divisió, sota la presidència d'Eduardo Clérigues, després de vèncer en la promoció al Deportivo, guanyant tant a Riazor com a Vallejo. El Llevant va debutar a primera divisió el dia 15 de setembre de 1963 a Barcelona davant el RCD Espanyol, empatant a quatre gols. L'equip va finalitzar la temporada en un respectable desè lloc. A l'any següent, el Llevant no va aconseguir assegurar la permanència, perdent en la promoció contra el Málaga.
En finalitzar la següent temporada a Segona Divisió, el Llevant es va veure obligat a traspassar als seus millors jugadors davant el desfasament econòmic que presentava. A l'any següent, en la temporada 1967-1968, el Llevant es va classificar en 14a posició. Això no va ser suficient, ja que la Federació Espanyola va decidir reduir la Segona Divisió a un sol grup, de manera que el Llevant es va veure obligat a descendir a Tercera Divisió. Per finalitzar amb els deutes del club, la directiva va decidir vendre el ja antic estadi de Vallejo i comprar uns terrenys al barri d'Orriols, on es va construir un nou estadi, l'actual Ciutat de València, amb el nom d'Antonio Román, president del club, que seria inaugurat el 1969. Mentre es construïa l'estadi, el Llevant va jugar els seus partits en el camp de Mestalla, propietat del veí València CF.

### Dècada dels 70
La temporada 1972/73, el Llevant va aconseguir sortir de la Tercera Divisió i va ascendir com a campió a la divisió de plata a falta de diverses jornades; però, a l'any següent no va aconseguir mantenir la categoria i va descendir de nou, tot i el sonat fitxatge de l'internacional xilè Carlos Caszely. De nou a Tercera Divisió, el Llevant va realitzar una magnífica temporada 1974/75 i va aconseguir un segon lloc, encara que va perdre en la promoció contra el Deportivo Alavés. En finalitzar la campanya, Caszely va ser traspassat al RCD Espanyol. A l'any següent, durant la temporada 1975/76, el Llevant aconsegueix una vegada més l'ascens. Per celebrar-ho, es va organitzar un partit homenatge contra la selecció brasilera, atraient al públic a l'estadi. No obstant això, a l'any següent l'equip va tornar a perdre la categoria, descendint a la Segona Divisió B i entrant en una delicada situació econòmica. Durant els dos següents anys, el Llevant no va reparar en despeses i va invertir àmpliament per tal de recuperar la categoria, objectiu complert en finalitzar la temporada 1978-1979. El club havia retornat a la divisió de plata i va mantenir la categoria durant diversos anys, però a costa d'una gran deute econòmic.

### Fitxatge de Johan Cruyff i nova crisi (1981-1994)

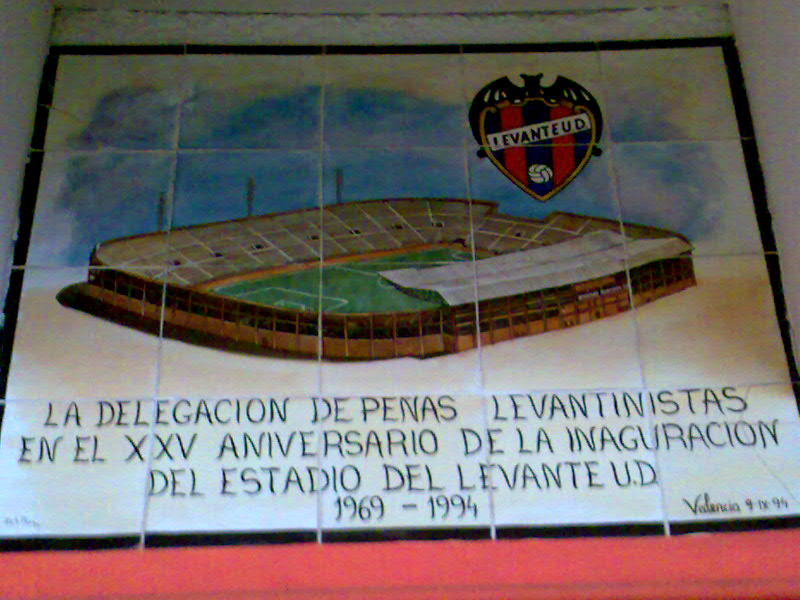
Quadre de les penyes llevantinistes en el XXV aniversari de la inauguració de l'estadi del club (1994).

En la temporada 1980/81, el president va decidir fitxar a Johan Cruyff, malgrat que l'equip estava realitzant una magnífica temporada. El jugador neerlandès va debutar el dia 1 de març de 1981 amb gran renou mediàtic. L'arribada de Cruyff va tenir l'efecte contrari al desitjat i l'equip va començar a encadenar una sèrie de mals resultats que van fer que l'equip quedara finalment en la novena posició.

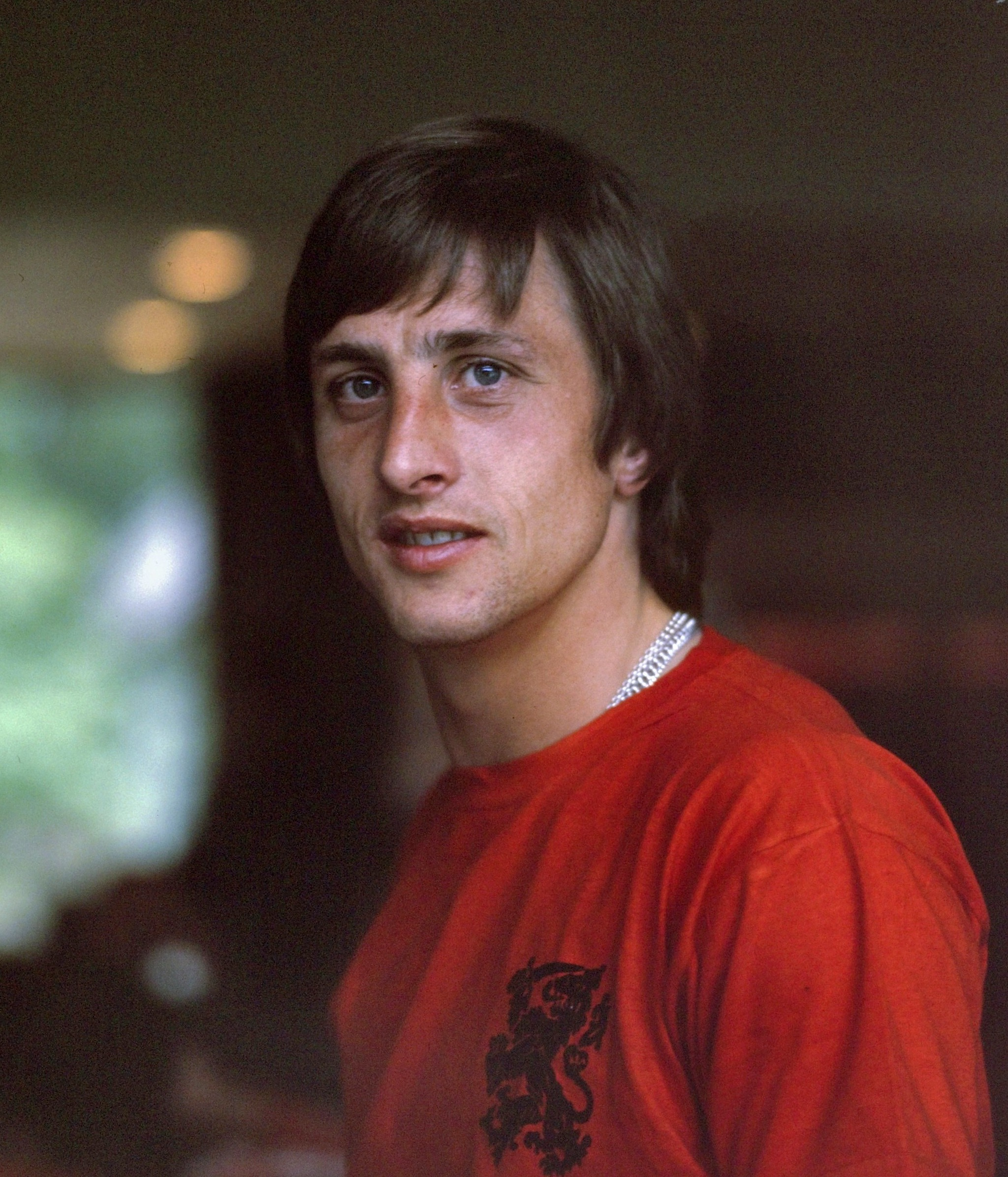
Johan Cruyff anys abans de fitxar pel Llevant.

La temporada 1981/82, la situació econòmica és tan difícil que es fa impossible el cobrament dels jugadors. Aquests van decidir tancar-se al vestidor obligant amb això a dimitir el president i als seus col·laboradors. Aquesta mateixa temporada, el club descendeix a la Segona Divisió B. No obstant això, a causa dels deutes, el club es veu obligat a descendir una altra categoria més fins a la Tercera Divisió. La temporada següent, 1982/83, va aconseguir el subcampionat, però va perdre la promoció davant del Real Avilés Industrial. A l'any següent, s'aconsegueix ascendir a la Segona Divisió B. En aquesta temporada se celebra el 75è aniversari del club, nomenant com a president d'honor al príncep Felip i duent-se a terme diversos actes socials sota la presidència d'Antonio Aragonés. Al 76è aniversari del club, aquest descendeix un cop més a Tercera Divisió, mentre es porta a terme un sanejament de l'economia del club.
Durant la temporada 1986/87 arriba a la presidència Ramón Victòria, el qual va intentar pal·liar el desastre econòmic durant els seus vuit anys de mandat, retornant i mantenint al club a la Segona Divisió B. Durant aquest període, es va popularitzar el sobrenom d'"equip ascensor", a causa dels constants ascensos i descensos del club durant la seva història. La temporada 1988/89, l'equip aconsegueix ascendir a la divisió de plata i manté la categoria a l'any següent. La manca de mitjans econòmics no va permetre la formació d'un equip adequat, cosa que va provocar a la temporada 1990/91 el descens a la Segona Divisió B. Tres temporades després, a la 1993/94, l'equip arriba sense èxit la promoció d'ascens. El mateix resultat va aconseguir l'equip sent entrenador Juande Ramos, malgrat les seues 13 victòries consecutives. Aquesta temporada, el dia 13 de maig de 1994, el Llevant es va constituir en societat anònima esportiva.

### Segona meitat dels 90
A la temporada 1995/96, l'equip va aconseguir, després d'una excel·lent campanya, el primer lloc i l'ascens a la Segona Divisió. La temporada següent, de la mà del tècnic José Manuel Esnal "Mané", l'equip es classifica en el primer quart de la taula. La temporada 1996/97, Pedro Villarroel arriba a la presidència del club i, tot i el lema de "La nostra bandera és un Llevant de Primera", l'equip va tornar a la Segona Divisió B, per tornar a la Segona Divisió A l'any següent de la mà de Pep Balaguer. Durant la temporada 1999/2000, l'equip va estar a punt d'aconseguir l'ascens.

### Segle XXI
La temporada 2001/02, el Llevant no va aconseguir la permanència després del pas de José Carlos Granero i de Pep Balaguer. No obstant això, el Burgos no va aconseguir constituir-se en societat anònima esportiva, la qual cosa va permetre que el Llevant mantinguera la seua plaça en la categoria. La temporada següent va realitzar el fitxatge estrella de Mijatović, seguit d'un gran soroll mediàtic i social. No obstant això, l'aportació del futbolista va ser semblant a la de Cruyff en la seua època i l'equip no va aconseguir l'ascens.

#### Segon ascens a Primera Divisió (2003-2005)

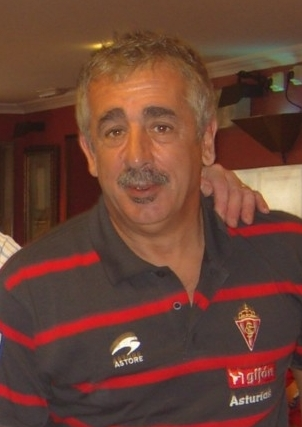
Manolo Preciado, entrenador del Llevant en la temporada 2003/04.

La temporada 2003/04, el Llevant aconsegueix ascendir a Primera Divisió per segona vegada en la seua història, gràcies a haver aconseguit ser, a més, campió de la categoria de la mà de Manolo Preciado en un partit enfront del Xerez en Chapín. L'equip va ser rebut per les autoritats valencianes i es va celebrar en gran en tota la ciutat. La temporada en Primera Divisió (2004/05) es va iniciar de manera espectacular. L'equip, amb Bernd Schuster en la banqueta, va ser considerat com la revelació de l'any i fins i tot se somiava amb aconseguir llocs de classificació UEFA. Finalment l'equip no ho va aconseguir i va acabar baixant a Segona Divisió.

#### Tercer ascens a Primera Divisió (2006-2008)
No obstant això, en la temporada següent (2005/06), i amb dos entrenadors, primer amb José Oltra i, després de la seua destitució, amb José Manuel Esnal «Mané», acompanyat d'Ángel Garitano, el Llevant va tornar a aconseguir el seu objectiu a Lleida i va tornar a la primera divisió. Aquest any (2006/07) sí que es va aconseguir la permanència amb López Caro i Abel Resino a la banqueta. Però en la següent temporada (2007/08), el Llevant va tenir un dels pitjors inicis de lliga en la història de la primera divisió. En els deu primers partits només va aconseguir un punt dels 30 possibles. Només el Real Sporting de Gijón en la temporada 1997/1998 va tenir un inici pitjor. Després d'acabar la Lliga, dels 38 partits que havia jugat, només va aconseguir guanyar set, empatar cinc i va perdre vint-i-sis partits. En la classificació va acabar últim amb 26 punts, a 17 de la salvació, i, després de perdre 2-0 contra el Recreatiu de Huelva el 27 d'abril de 2008, va consumar el seu descens matemàtic a Segona Divisió.

#### Crisi econòmica i esportiva (2008-2010)

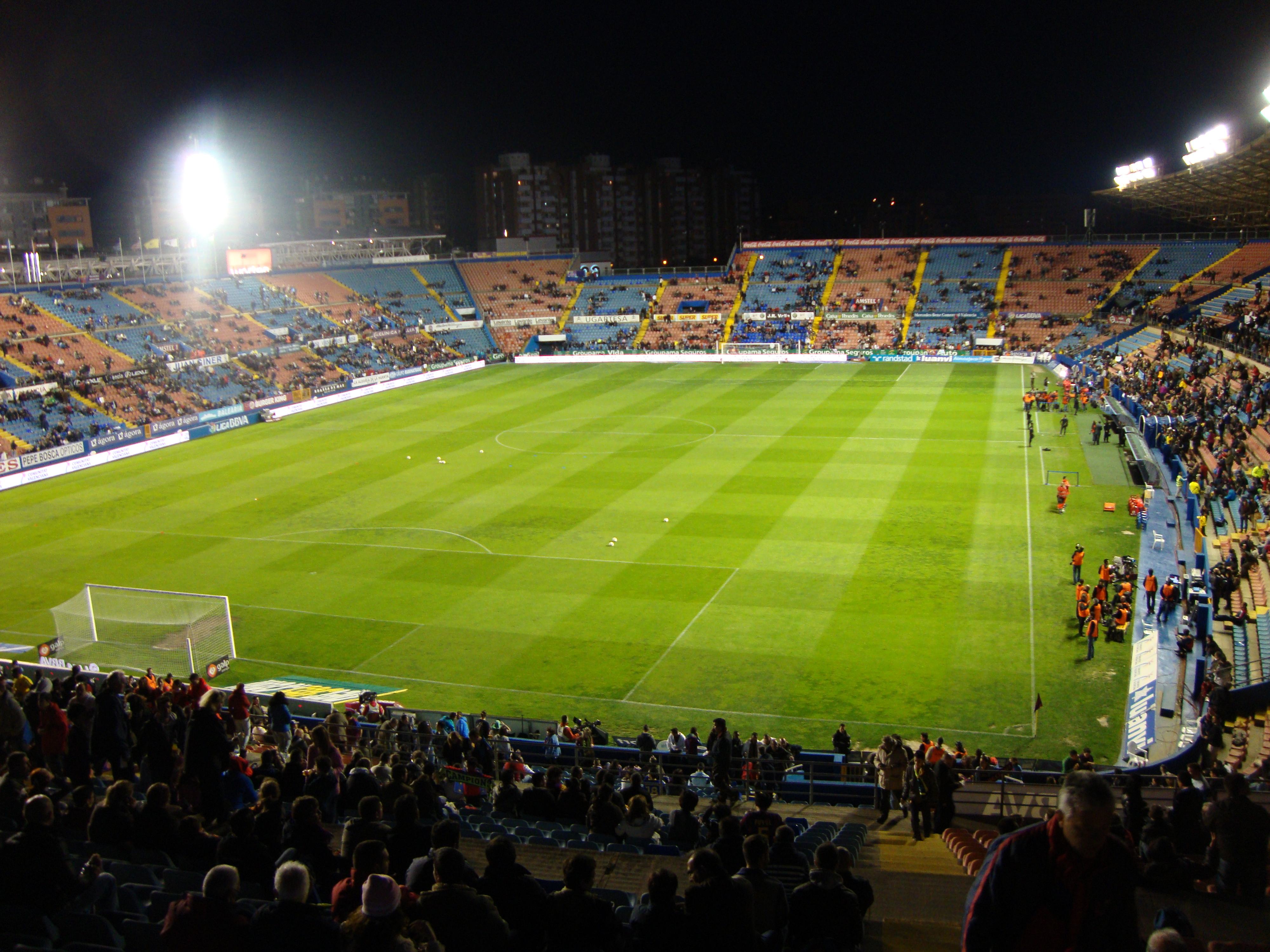
Estadi Ciutat de València als anys 2000.

També va travessar una crisi econòmica a causa del retard dels pagaments als jugadors. Va començar la temporada amb Abel Resino com a entrenador, però va ser destituït en la setena jornada, com a conseqüència d'encadenar un empat i sis derrotes, cinc d'elles de manera consecutiva. Va ser substituït per Gianni De Biasi, que va millorar els resultats de l'equip, però no prou com per a acostar-se a la salvació, atès que l'equip ja estava totalment enfonsat. El 16 d'abril de 2008, Gianni De Biasi va dimitir en veure impossible la salvació del conjunt granota. Poc després van contractar a José Ángel Moreno per a suplir la baixa de Gianni De Biasi. En la Copa, l'última eixida que li quedava al Llevant per a emmascarar els seus pèssims resultats en la Lliga, va eliminar a la U.D. Almeria en setzens de final per 2-1 a l'Estadi Ciutat de València i per 1-1 a Almeria. En vuitens va quedar eliminat pel Getafe CF perdent els dos partits, per 3-0 i 0-1.
Al gener, cinc jugadors van abandonar el club: Marco Storari, porter titular, va marxar al Càller sard; Emilio Viqueira, que va fitxar pel Xerez CD; Bruno Cirillo, que va marxar al Reggina; Sávio Bortolini, que se'n va anar a la lliga brasilera, i Christian Riganò, que va fitxar pel Siena. Totes aquestes baixes són producte del retard dels pagaments als jugadors per la mala situació econòmica que travessava el club. Una situació que no va impedir, no obstant això, encadenar la millor ratxa en l'aspecte esportiu, aconseguint tres jornades consecutives sense perdre. L'acumulació de deutes va provocar el descontentament dels jugadors amb el club, que van amenaçar amb marxar-se si la situació econòmica del club no canviava. A més, hi havia la possibilitat que l'equip descendira administrativament a Segona B.
Els jugadors, farts de no cobrar durant any i mig, van amenaçar amb iniciar una vaga, negant-se a jugar els partits de lliga front el Recreativo de Huelva i l'Espanyol; no obstant això, el dissabte 26 d'abril de 2008, es va arribar a un acord amb el club, que pagaria 10 dels 18 milions d'euros que els devien. Però unes setmanes després, abans de l'última jornada de lliga davant el Reial Madrid a l'Estadi Santiago Bernabéu, van tornar a convocar una vaga, amenaçant amb negar-se a jugar el partit i deixant així a l'equip merengue sense poder celebrar el seu títol de lliga. Finalment, es va arribar a un acord i el partit es va disputar, acabant amb el resultat de 5-2.
El 3 de juliol de 2008 l'equip presenta una suspensió de pagaments davant el Jutjat del Mercantil número 2 de València.
La temporada 2008-09 va començar amb el fitxatge de Luis García Plaza com a entrenador i l'eixida de diversos jugadors. Açò va provocar que la secretaria tècnica del club es va veure obligada a formar un equip en molt poc temps. No obstant això, i malgrat les dificultats, Manolo Salvador i el tècnic van aconseguir formar un equip competitiu per a la categoria, dissipant els temors d'un nou descens. Després de la marxa de Pedro Villarroel i de Julio Romero del club deixant-lo amb més de 80 milions d'euros de deute, Jesús Serna, en representació d'un grup inversor, va accedir a la compra de les accions i a la presidència del club, encara que la seua estada en el mateix va ser infructífera i efímera. Després de la inactivitat dels nous propietaris, el Llevant va aconseguir, mitjançant l'administració concursal, fer-se amb les accions del club per a retenir-les en autocartera. La temporada va finalitzar amb l'equip aconseguint la permanència mancant poc menys d'una desena de jornades i aconseguint el vuitè lloc.

#### Centenari i tornada a la Primera Divisió
El dia 9 de setembre de 2009, van començar els actes de commemoració del centenari de l'entitat, el qual s'allargaria fins a setembre de 2010.
Després d'un inici de temporada vacil·lant i un final d'any 2009 decebedor, el Llevant va iniciar l'any 2010 de manera fulgurant i va fer una segona volta espectacular, convertint-se en el millor equip de la Segona Divisió. Després d'històriques victòries en les quals se li va donar la volta al marcador, com la victòria enfront de l'Hèrcules CF al Ciutat de València per 2-1 o enfront del FC Cartagena en l'estadi Cartagonova per 3-5. El 13 de juny de 2010, el Llevant, amb un dels pressupostos més baixos de la categoria i de forma totalment inesperada, aconseguia el seu quart ascens a la Primera Divisió en la seua història amb una victòria davant el CE Castelló per 3-1 i el simultani empat del Reial Betis en el Helmántico de la U.D. Salamanca a falta d'una jornada. El Llevant va fer un fortí en el seu estadi, en el qual només va perdre el seu únic partit davant el Cartagena per 1-2, aconseguint 13 victòries i 7 empats i una suma de 46 punts obtinguts a l'Estadi Ciutat de València.
Es disputa en pretemporada el Trofeu del Centenari, on el Llevant va jugar davant l'AS Roma, i després de 90 minuts amb un marcador 0-0, cau derrotat en els penals (4-5).

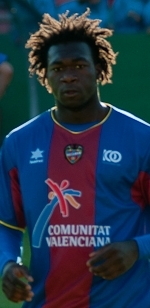
Felipe Caicedo vestint els colors granotes.

Va començar la temporada 2010/11, marcada per tres derrotes seguides. Malgrat una dolenta primera volta, el conjunt de Luis García Plaza va reaccionar, començant per un empat contra el Reial Madrid de Mourinho al Ciutat de València. Va aconseguir la permanència en la penúltima jornada de lliga, empatant amb el València CF a Mestalla i aconseguint la posició 14.ª El Llevant U.E. va fer la seua millor temporada de tota la seua història, batent dos rècords: rècord de punts (45) i Felipe Caicedo va ser el seu jugador amb més gols en una temporada (13 gols). Va ser la revelació de la lliga, un equip al qual des del principi se li va adjudicar el rol de descendit, i que en la segona volta va esdevenir el tercer millor equip de Primera Divisió espanyola; a més va rebre el premi a «Millor afició espanyola 2010-2011».
El Llevant-Saragossa corresponent a l'última jornada de la temporada 2010-2011 ha estat investigat per Anticorrupció per tripijoc. L'encontre es va saldar amb victòria dels aragonesos (1-2), condemnant al Deportivo de La Corunya al descens. Suposadament els jugadors del Llevant van rebre 965 000 euros per deixar-se guanyar. El 3 d'octubre de 2014 la Fiscalia Anticorrupció es va querellar contra el Reial Saragossa i 41 implicats més, entre ells el llavors president Agapito Iglesias i l'entrenador Javier Aguirre del club aragonès i futbolistes de tots dos equips (alguns en qualitat d'imputats) que van intervenir en el partit.

### L'Eurollevant (2011-2013)

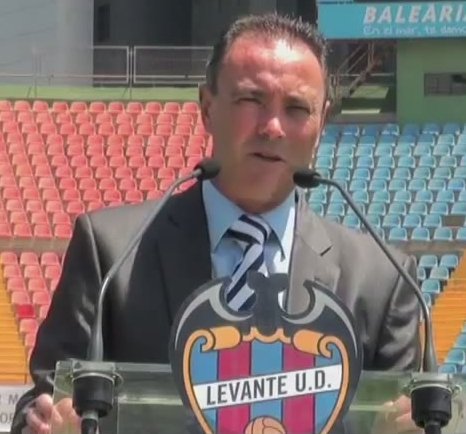
Juan Ignacio Martínez (JIM), a la seua presentació com a entrenador del Llevant.

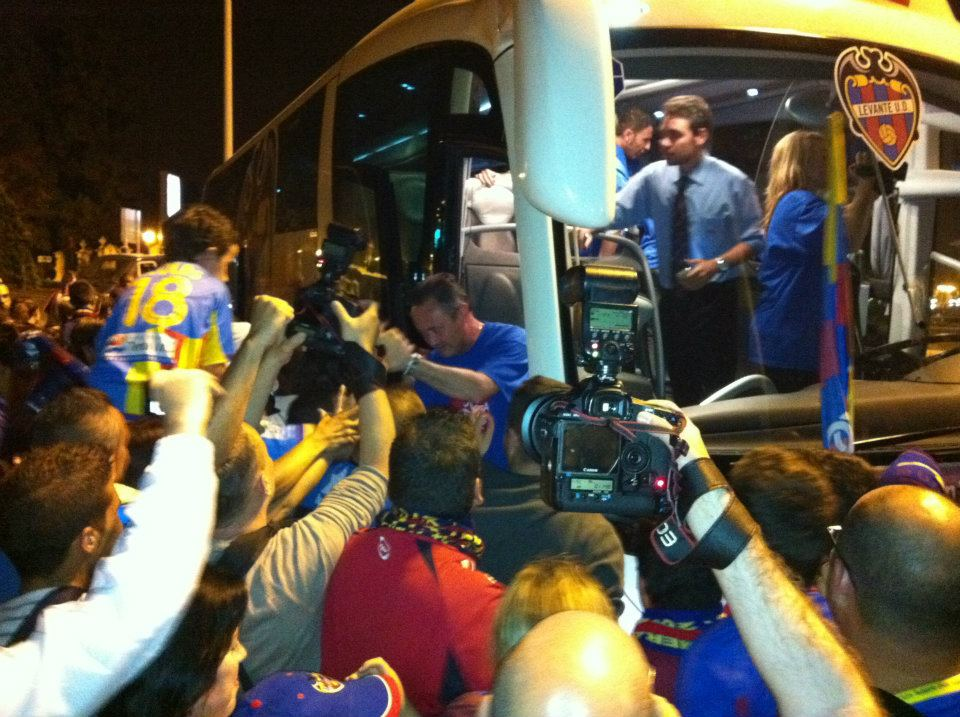
Aficionats granotes celebrant amb JIM la classificació de l'equip per a l'Europa League.

Per a la temporada 2011/12, Juan Ignacio Martínez es converteix en el nou entrenador després que marxés Luis García Plaza al Getafe CF. El Llevant U.E. comença la temporada empatant contra el propi Getafe CF i el Racing de Santander; a partir d'ací començaria el que acabaria considerant-se com la millor temporada de la història del club. De la mà de Juan Ignacio Martínez, el Llevant va guanyar contra tot pronòstic al Reial Madrid per 1-0 i encadena set victòries seguides, alguna cosa que mai havia aconseguit el club. En la jornada 9, el Llevant guanyà al Vila-real CF per 0-3 (amb 2 gols de Juanlu i 1 d'Arouna Koné), aconseguint així, per primera vegada en 102 anys d'història, convertir-se en líder de la Primera Divisió espanyola en solitari amb 20 punts, lideratge que va mantenir dues jornades gràcies al gol de Rubén Suárez contra la Reial Societat. A partir d'ací, l'equip va començar a baixar el nivell a causa de l'inici de la Copa del Rei i a  lesions importants, com les de Juanlu, Valdo i Barkero, entre d'altres. Així i tot el Llevant es va mantindre en llocs de Champions League i Europa League durant tota la temporada. Tres partits destaquen fins a l'última jornada: jornada 27, el Llevant perd el lloc 4t a favor del Màlaga CF després d'un partit que va acabar 1-0 per als malaguenys; jornada 31, el Llevant torna a empatar contra el València CF a Mestalla: festa granota; jornada 36, si es guanyava aquest partit es feia un gran pas per a somiar amb jugar a Europa, i es va guanyar, Llevant U.E. 3-1 Granada CF. En l'última jornada el Llevant va jugar el que es va considerar com «el partit més important de la història del club», en el qual va aconseguir imposar-se 3-0 a l'Athletic Club amb gols d'Abdelkader Mohamed Ghezzal per partida doble i de Farinós, amb la derrota del Mallorca al Santiago Bernabéu, s'aconseguia la classificació per a un torneig europeu, quedant 6è en la Primera Divisió espanyola. El Llevant es classificava per a Europa per primera vegada, seria el vint-i-novè club espanyol a disputar aquesta competició.
En acabar la lliga, es va establir com la millor temporada de la història. En dos anys s'havien superat els rècords del club per partida doble: rècord de punts (55); Arouna Kone, jugador amb més gols en la primera divisió d'Espanya (17 gols —15 en lliga i 2 en Copa—), i per primera vegada el club disputaria tres anys seguits la Primera Divisió espanyola.

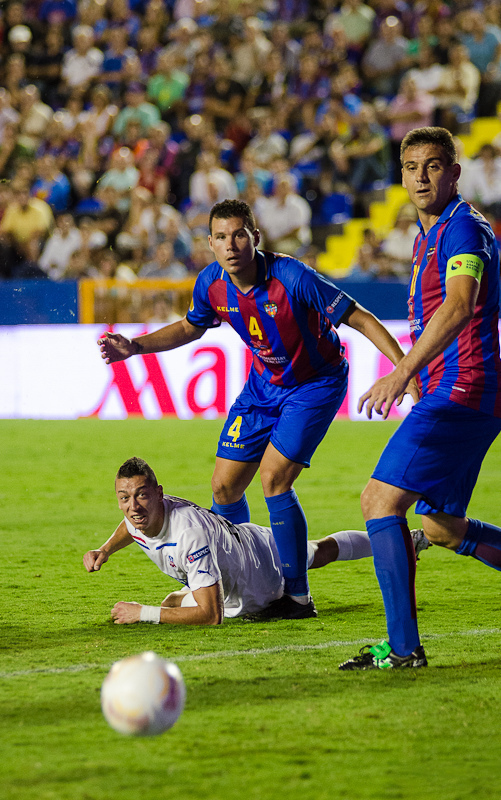
David Navarro i Sergio Ballesteros defenent una acció durant un partit d'Europa League.

La temporada 2012/13 va començar amb la classificació del Llevant a la fase de grups de l'Europa League després de vèncer en la prèvia al conjunt escocès Motherwell. En la fase de classificació va quedar enquadrat juntament amb l'Hannover 96, el FC Twente i l'Helsingborgs IF. Els granotes només van caure davant l'Hannover en l'anada, i van passar com a segons de grup a setzens. En setzens es va vèncer per golejada a un històric com l'Olympiakos FC (3-0 al Ciutat de València i 0-1 a Grècia). En vuitens li esperava el competitiu Rubin Kazan. En l'anada, a València, tots dos clubs van empatar 0-0. En la tornada sobre la neu de Kazan, al final dels 90 primers minuts el marcador era de 0-0. Per tant, es va jugar pròrroga, on els russos van marcar dos gols, que els donarien el pas a la següent ronda. No obstant això, l'experiència del Llevant per Europa per primera vegada va ser molt digna i amb un gran record per als seguidors granotes. Mentrestant, en Lliga durant la primera volta, el club va mantenir el seu gran i vistós joc per a ficar-se de nou entre els millors i lluitant novament per Europa. No obstant això, des de la venda del seu davanter estrella, Obafemi Martins, al febrer, l'equip va baixar el nivell notablement. Va tocar fons en la jornada 31, en la qual va encaixar una dura derrota 0-4 a casa davant l'últim de la classificació en aquest moment, el RC Deportivo de La Corunya. En aquest partit el jugador José Javier Barkero va acusar els seus companys Gustavo Munúa, Juanfran, Sergio Ballesteros i Juanlu Gómez de baix rendiment durant aquest partit. El cas va arribar a la LFP i a l'AFE, per la qual cosa el partit va ser investigat per presumpte tripijoc. Finalment, malgrat els problemes, el Llevant va aconseguir la salvació matemàtica en la jornada 35 en un empat a casa davant el Reial Saragossa, acabant en l'onzena posició amb 46 punts. Al final de la temporada tots els jugadors implicats en el partit del suposat tripijoc van abandonar el club (excepte Juanfran), inclòs l'entrenador Juan Ignacio Martínez, posant-se fi a un cicle històric de dos anys per al conjunt d'Orriols.

### Estabilització a primera (2013-2016)
Després de la fi del cicle històric de l'Eurollevant, de cara a la temporada 2013/14 la nova plantilla tindria una renovació bastant important. Es va designar com a entrenador a un històric del futbol espanyol com Joaquín Caparrós. En porteria va marxar Gustavo Munúa i es va portar al prometedor Javi Jiménez. En la defensa es va rescindir el contracte de l'etern capità, Sergio Ballesteros, perdent també a Christian Lell, i reforçant-se amb Issam El Adoua i Nagore. El centre del camp va ser la línia que més es va renovar. van marxar Valdo, Dariusz Dudka, Míchel Herrero, Juanlu Gómez, Barkero i Iborra (per 6 000 000 € al Sevilla FC) i es va portar a Jordi Xumetra, Sérgio Pinto, Rémi Gomis, Pedro Ríos i a l'exjugador del Liverpool i València -entre altres- Mohamed Sissoko. La davantera també va ser reforçada. Es van anar Robert Acquafresca i Roger Martí, però es va fitxar grans puntes com David Barral, Bava Diawara o Andreas Ivanschitz. Van continuar en el club Keylor Navas, David Navarro, Juanfran, Nabil El Zhar o Rubén García Santos, entre d'altres. La temporada es va iniciar amb un dur ensopecs després de caure per un estrepitós 7-0 al Camp Nou. Després d'un primer tram de campanya que es va iniciar de manera irregular, a poc a poc l'equip va anar entrant en una bona dinàmica que li va portar a acabar en la part mitjana-alta de la taula després de la primera volta, tornant a somiar amb els llocs europeus. Al final aconsegueix la permanència en la jornada 35 després de guanyar al campió de lliga, l'Atlètic de Madrid, per 2-0 al Ciutat de València.
Després d'una sèrie de negociacions, Joaquín Caparrós no renova amb el club granota i marxa al Granada CF. L'endemà el club fitxa a José Luis Mendilibar com a nou tècnic per a la campanya 2014/15.
El Llevant va començar la temporada amb dues derrotes, davant el Vila-real CF i l'Athletic Club. En la tercera jornada va aconseguir un empat davant el Màlaga CF, mentre que en la quarta jornada sofreix una derrota per 0-5 davant el FC Barcelona. En la cinquena jornada venç al Granada CF en l'Estadi Nuevo Los Cármenes per 0-1, gol de Rubén García, aconseguint així el primer gol i la primera victòria del Llevant en la temporada. En la sisena jornada cau per 0-2 davant el Rayo Vallecano; en la setena jornada empata davant el SD Eibar (3-3), i en la vuitena jornada perd (0-5) davant el Reial Madrid CF, derrota que li costaria el lloc a José Luis Mendilibar. Després de l'acomiadament de Mendilibar, el Llevant es fa amb els serveis del granadí Lucas Alcaraz, el qual s'estrena en la novena jornada amb una derrota per 3-0 davant el Celta. En la desena jornada, el Llevant torna a guanyar, en aquest cas a la U.D. Almeria, per 2-1, en l'onzena jornada empata a un enfront del Sevilla FC, i en la jornada dotze, venç en el derbi valencià al València CF per 2-1. En la jornada 13 venç al Real Club Esportiu Espanyol per 2-1. El Llevant, a partir d'aquesta victòria, encadena tres empats consecutius, i en la jornada 17 perd per 3-1 davant l'Atlètic de Madrid amb un doblet d'Antoine Griezmann i un gol de Diego Godín. En la jornada 18, el Llevant empata a zero amb l'Esportiu de La Corunya. El Llevant va acabar la primera volta amb una derrota davant l'Elx CF per 1-0. La segona volta va començar per al Llevant amb dues derrotes. En la jornada posterior el Llevant venceria al Màlaga CF per 4-1 en un partit destacat de David Barral que va fer un hat-trick. En la jornada següent va perdre enfront del FC Barcelona per 0-5, per a després guanyar al Granada CF remuntant al final de la trobada. En la següent jornada va sucumbir davant el Rayo Vallecano (4-2), amb 4 gols d'Alberto Bueno. La següent jornada va derrotar a la SD Eibar i a després va caure enfront del Reial Madrid CF. En les següents jornades va caure enfront del Celta de Vigo per 0-1 i va vèncer a la U.D. Almeria per 1-4 amb 3 gols de David Barral. Després d'aquesta victòria, van arribar dues derrotes davant el Sevilla FC i el València CF, un empat davant el Real Club Esportiu Espanyol i dues victòries enfront del Getafe CF i el Còrdova CF. En la següent jornada va caure derrotat davant la Reial Societat per 3-0. Mentre que en la jornada següent va treure un bon empat davant l'Atlètic de Madrid. El Llevant va arribar així a les últimes dues jornades amb 36 punts i amb la permanència gairebé segellada. En la jornada 37 i, malgrat la seva derrota enfront del Deportivo de La Corunya per 2-0, l'equip va aconseguir la permanència en la Primera Divisió.

### Entre primera i segona divisió (2016-2023)
La mala temporada 2015/16 torna a la Segona Divisió d'Espanya. Però en la temporada 2016/17 aconsegueix de nou l'ascens sis jornades abans del final després de guanyar al Real Oviedo en l'estadi llevantinista. Només 362 dies després d'haver perdut la categoria i mantenint-se en la primera plaça durant gairebé tota la competició, el Llevant va fer una campanya històrica a la categoria de plata del futbol espanyol, la qual cosa fou suficient per tornar a LaLiga.
En la temporada 2017/18 aconsegueix la salvació 4 jornades abans del final de la Lliga, i en la jornada 37 impedeix al FC Barcelona, ja campió, acabar el campionat de manera invicta derrotant-lo 5-4 en el Ciutat de València, tallant així 43 partits sense derrotes dels culers (rècord de Lliga a Espanya).
L'estiu de 2018, l'equip va realitzar la venda més cara de la seva història, en vendre per un preu pròxim als 30 milions a l'internacional colombià Jefferson Lerma. La seua venda va reforçar les arques del club, i amb aquests diners van poder fitxar a Moses Simon per cinc milions, a Raphael Dwamena per poc més de sis milions, sent aquest el traspàs més car de la història del Llevant fins a aquest moment. No obstant això, pocs dies després, van fitxar el futbolista internacional montenegrí Nikola Vukčević per un preu pròxim als nou milions, establint-se així, com el fitxatge més car de la història del Llevant.

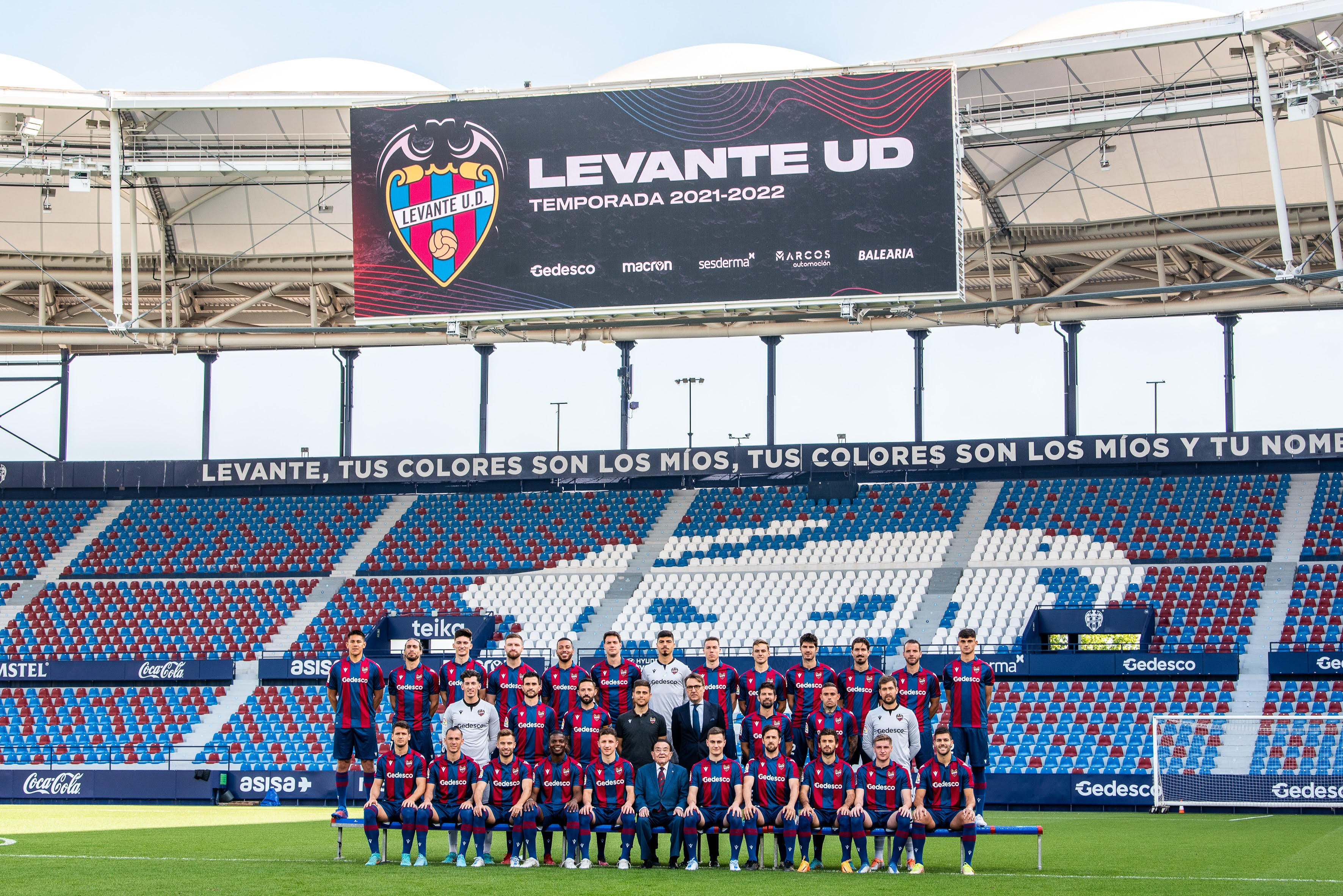
Presentació del Llevant a l'Estadi Ciutat de València per a la temporada 2021/22.

La primera jornada de campionat el Llevant va visitar el Benito Villamarín aconseguint la victòria per zero gols a tres gràcies al punt inicial de Roger Martí i al doblet de José Luis Morales Nogales. La victòria, unida a l'empat entre Girona Futbol Club i Reial Valladolid va permetre a l'entitat valenciana copar la primera posició de la taula classificatòria.
Després de descendir novament a Segona Divisió al final de la temporada 2021-22, la mala arrencada de l'equip en el començament de la temporada 2022-23 va ocasionar l'acomiadament de l'entrenador Mehdi Nafti al final de la jornada 9. Nafti va ser substituït interinament pel director esportiu del club, Felipe Miñambres.
La temporada 2022/2023 de la Segona Divisió espanyola (LaLiga Hypermotion), després d'una temporada complicada, van aconseguir la final dels Play-off contra el Deportivo Alavés, sent l'anada en Mendizorroza l'11 de juny de 2023, amb un resultat final de 0-0, per la qual cosa en la volta, es decidiria l'ascens en l'Estadi Ciutat de València el 17 de juny de 2023. Als de Javier Calleja Revilla els valia l'empat per a ascendir, ja que el Llevant va acabar en millor posició en lliga, la qual cosa es va veure reflectit en el seu estil de joc: Molt passiu i tancat enrere. El fet que l'empat a 0 els servís per a ascendir a primera divisió no llevava l'haver d'aguantar també una pròrroga, en la qual en l'últim minut del descompte, en el 123, unes mans de Róber Pier van fer revisar el VAR a Francisco José Hernández Maeso, el qual després de 4 minuts va dictaminar el penal. Asier Villalibre va ser l'encarregat de llançar-lo i la pena màxima va acabar en gol, desencadenant una gran crisi econòmica en el club de cara a la següent temporada, amb una necessitat de caixa de 30 milions d'euros a 30 de juny.

### Etapa de José Dánvila
La fundació Cent Anys va rebre el juliol de 2023 tres ofertes per gestionar i redreçar el club, decantant-se per la de l'empresari José Dánvila Subiza, que proposava la compra del 50% de les accions per cinc milions d'euros, un préstec participatiu a cinc anys de 10 milions d'euros al 7,5% d'interès, i l'opció de recompra de les accions una vegada tornat el crèdit principal i els seus interessos. Es va renovar el consell directiu, nomenant la periodista Maribel Vilaplana Vilaplana com a consellera portaveu. En març de 2024 l'empresari José Dánvila va esdevenir l'accionista majoritari del club.

## Símbols

### Uniforme
- Uniforme titular: Samarreta amb barres blaves i granes, pantaló grana, calcetins blaus. (Gimnàstic FC)
- Uniforme alternatiu: Samarreta amb barres blanques i negres, pantaló negre, calcetins negres. (Llevant FC)
- Tercer uniforme: Samarreta verda, pantaló verd, calcetins verds. (Granota)

### Proveïdors i patrocinadors
| Període   | Proveïdor                         | Patrocinador                               |
| --------- | --------------------------------- | ------------------------------------------ |
| 1980-1983 |                                   | -                                          |
| 1983-1985 | Ferrys                            |                                            |
| 1985-1986 | Caixa d'Estalvis de València      |                                            |
| 1986-1987 | Caixa d'Estalvis de València      | YAMA                                       |
| 1987-1988 | TRACK                             | -                                          |
| 1988-1989 | FLOWER                            | Caixa Rural de València                    |
| 1989-1990 | FLOWER                            | Caixa Rural de València / Cárnicas Roig    |
| 1990-1991 | FLOWER                            | Caixa Rural de València / Port de València |
| 1991-1992 |                                   | Port de València                           |
| 1992-1993 | COFISER                           |                                            |
| 1993-1994 | -                                 |                                            |
| 1995-1996 | TOP Recambios                     |                                            |
| 1996-1997 | LIDER                             |                                            |
| 1997-1998 | Air Nostrum                       |                                            |
| 1998-2000 |                                   | Terra Mítica                               |
| 2000-2003 |                                   | Terra Mítica                               |
| 2003-2004 | Xara                              | Terra Mítica                               |
| 2004-2005 |                                   | MVA                                        |
| 2005-2006 | Ciutat de les Arts i les Ciències |                                            |
| 2006-2012 | Comunitat Valenciana              |                                            |
| 2012-2014 | Comunitat Valenciana              |                                            |
| 2014-2016 |                                   | East United                                |
| 2016-2017 |                                   | East United                                |
| 2017-2018 | Jawwy                             |                                            |
| 2018-2021 | Betway                            |                                            |
| 2021-2022 | Gedesco                           |                                            |
| 2022-Act. | Marcos Automoción                 |                                            |

### Evolució de l'uniforme
| 1939-1941 | 1941-avui |  |

### Himne
Pels anys cinquanta era tan gran la popularitat del Llevant UE i amb una quantitat d'aficionats tan gran, que un grup d'ells es va reunir per a crear un himne oficial.
En José Sanchis i N'Antonio Ramón Sancho van ser els promotors del projecte; el poeta En Joaquín Sendra, l'autor de la lletra, i els mestres En J. M. Olcina i Pascual García, els encarregats de compondre la música.
Es va estrenar en el Districte Marítim el 1954:
¡Levante!

Les teues barres blaugranes

del teu net clàssic jersei,
¡Levante!

L'afició fidel i sana

amb ardor posa la fe.
¡Levante!

El teu coratge i nous brius,

d'entusiasme fan vibrar,
¡Levante!

Són els teus els meus colors

són els teus els meus colors

el teu nom és el meu ideal.
El sol valencià li dona als colors

el seu càlid bes rendit d'amor,

el mar la carícia, de l'horta les flors,

i el nostre esport la millor afició.
Prodigues Levante, l'essència i solera

que és fruit d'un net i honrós historial

i hui ferme el teu pas, el gran triomf t'espera,

es cobrix de glòria el teu nom immortal.

¡Levante!

Són els teus els meus colors

són els teus els meus colors

el teu nom és el meu ideal.

## Estadi
L'Estadi Ciutat de València és el camp on juga els seus partits el Llevant UE. Està situat al carrer Sant Vicent de Paül, 44, al barri de Sant Llorenç, a València. Té capacitat per a 25.354 espectadors i unes dimensions del terreny de joc de 107x70 metres.
La Ciutat Esportiva de Bunyol és un complex esportiu del Llevant Unió Esportiva, situat en el terme municipal de Bunyol, població situada a 40 km a l'oest de la ciutat de València.

## Plantilla 2025-26
A 29 juliol 2025
| N. | Pos. | Nac. | Jugador                       |
| -- | ---- | --- | ----------------------------- |
| 4  | DEF  | [[Fitxer:Flag of Spain.svg\|23x15px\|border \|alt=Espanya\|link=Selecció de futbol d'Espanya\|{{#if:\|]]                                       | Adrián de la Fuente           |
| 5  | DEF  | [[Fitxer:Flag of Spain.svg\|23x15px\|border \|alt=Espanya\|link=Selecció de futbol d'Espanya\|{{#if:\|]]                                       | Unai Elgezabal                |
| 7  | DAV  | [[Fitxer:Flag of Catalonia.svg\|23x15px\|border \|alt=Catalunya\|link=Selecció de futbol de Catalunya\|{{#if:\|]]                              | Roger Brugué                  |
| 9  | DAV  | [[Fitxer:Flag of Spain.svg\|23x15px\|border \|alt=Espanya\|link=Selecció de futbol d'Espanya\|{{#if:\|]]                                       | Iván Romero                   |
| 11 | DAV  | [[Fitxer:Flag of Spain.svg\|23x15px\|border \|alt=Espanya\|link=Selecció de futbol d'Espanya\|{{#if:\|]]                                       | José Luis Morales (3r capità) |
| 13 | POR  | [[Fitxer:Flag of Spain.svg\|23x15px\|border \|alt=Espanya\|link=Selecció de futbol d'Espanya\|{{#if:\|]]                                       | Alfonso Pastor                |
| 14 | DEF  | [[Fitxer:Flag of Spain.svg\|23x15px\|border \|alt=Espanya\|link=Selecció de futbol d'Espanya\|{{#if:\|]]                                       | Jorge Cabello                 |
| 16 | DEF  | [[Fitxer:Flag of Spain.svg\|23x15px\|border \|alt=Espanya\|link=Selecció de futbol d'Espanya\|{{#if:\|]]                                       | Diego Pampín                  |
| 20 | MIG  | [[Fitxer:Flag of Catalonia.svg\|23x15px\|border \|alt=Catalunya\|link=Selecció de futbol de Catalunya\|{{#if:\|]]                              | Oriol Rey                     |
| 21 | MIG  | [[Fitxer:Flag of the Valencian Community (2x3).svg\|23x15px\|border \|alt=País Valencià\|link=Selecció de futbol del País Valencià\|{{#if:\|]] | Sergio Lozano                 |
| 23 | MIG  | [[Fitxer:Flag of Spain.svg\|23x15px\|border \|alt=Espanya\|link=Selecció de futbol d'Espanya\|{{#if:\|]]                                       | Pablo Martínez (2n capità)    |
| 24 | DAV  | [[Fitxer:Flag of Spain.svg\|23x15px\|border \|alt=Espanya\|link=Selecció de futbol d'Espanya\|{{#if:\|]]                                       | Carlos Álvarez                |
| 30 | DAV  | [[Fitxer:Flag of Spain.svg\|23x15px\|border \|alt=Espanya\|link=Selecció de futbol d'Espanya\|{{#if:\|]]                                       | Víctor Fernández              |

| N. | Pos. | Nac. | Jugador                                    |
| -- | ---- | --- | ------------------------------------------ |
| 31 | DEF  | [[Fitxer:Flag of the Valencian Community (2x3).svg\|23x15px\|border \|alt=País Valencià\|link=Selecció de futbol del País Valencià\|{{#if:\|]]                     | Xavi Grande                                |
| 32 | POR  | [[Fitxer:Flag of the Valencian Community (2x3).svg\|23x15px\|border \|alt=País Valencià\|link=Selecció de futbol del País Valencià\|{{#if:\|]]                     | Álex Primo                                 |
| 38 | DAV  | [[Fitxer:Flag of the Valencian Community (2x3).svg\|23x15px\|border \|alt=País Valencià\|link=Selecció de futbol del País Valencià\|{{#if:\|]]                     | Carlos Espí                                |
| —  | POR  | [[Fitxer:Flag of the Valencian Community (2x3).svg\|23x15px\|border \|alt=País Valencià\|link=Selecció de futbol del País Valencià\|{{#if:\|]]                     | Pablo Campos                               |
| —  | DEF  | [[Fitxer:Flag of the Valencian Community (2x3).svg\|23x15px\|border \|alt=País Valencià\|link=Selecció de futbol del País Valencià\|{{#if:\|]]                     | Víctor García                              |
| —  | DEF  | [[Fitxer:Flag of Uruguay.svg\|23x15px\|border \|alt=Uruguai\|link=Selecció de futbol de l'Uruguai\|{{#if:\|]]                                                      | Alan Matturro (cedit pel Genoa CFC)        |
| —  | DEF  | [[Fitxer:Flag of Argentina.svg\|23x15px\|border \|alt=Argentina\|link=Selecció de futbol de l'Argentina\|{{#if:\|]]                                                | Matías Moreno (cedit per l'ACF Fiorentina) |
| —  | DEF  | [[Fitxer:Flag of Spain.svg\|23x15px\|border \|alt=Espanya\|link=Selecció de futbol d'Espanya\|{{#if:\|]]                                                           | Manu Sánchez (cedit pel Celta)             |
| —  | DEF  | [[Fitxer:Flag of Germany.svg\|23x15px\|border \|alt=Alemanya\|link=Selecció de futbol d'Alemanya\|{{#if:\|]]                                                       | Jeremy Toljan                              |
| —  | MIG  | [[Fitxer:Flag of Spain.svg\|23x15px\|border \|alt=Espanya\|link=Selecció de futbol d'Espanya\|{{#if:\|]]                                                           | Jon Ander Olasagasti                       |
| —  | MIG  | [[Fitxer:Flag of Honduras (2022-).svg\|23x15px\|border \|alt=Hondures\|link=Selecció de futbol d'Hondures\|{{#if:\|]]                                              | Kervin Arriaga                             |
| —  | MIG  | [[Fitxer:Flag of Spain.svg\|23x15px\|border \|alt=Espanya\|link=Selecció de futbol d'Espanya\|{{#if:\|]]                                                           | Óscar Clemente                             |
| —  | DAV  | [[Fitxer:Flag of the Central African Republic.svg\|23x15px\|border \|alt=República Centreafricana\|link=Selecció de futbol de República Centreafricana\|{{#if:\|]] | Goduine Koyalipou (cedit pel RC Lens)      |

Els equips de la lliga espanyola estan limitats a tenir en la plantilla un màxim de tres jugadors sense passaport de la Unió Europea. La llista inclou només la principal nacionalitat de cada jugador, o aquella que correspongui a la selecció amb la qual juga internacionalment; alguns jugadors no europeus tenen doble nacionalitat d'algun país de la UE:

### Equip filial

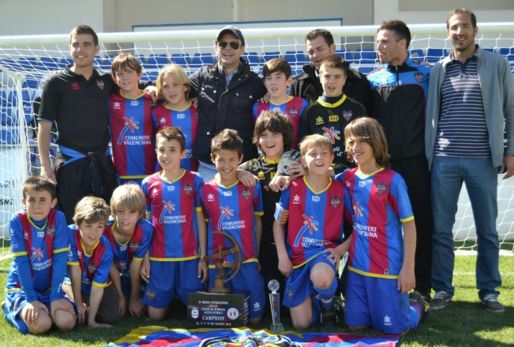
Xiquets de l'escola del Llevant UE.

| N. | Pos. | Nac. | Jugador       |
| -- | ---- | --- | ------------- |
| 27 | MIG  | [[Fitxer:Flag of the Valencian Community (2x3).svg\|23x15px\|border \|alt=País Valencià\|link=Selecció de futbol del País Valencià\|{{#if:\|]] | Edgar Alcañiz |
| —  | DEF  | [[Fitxer:Flag of Panama.svg\|23x15px\|border \|alt=Panamà\|link=Selecció de futbol de Panamà\|{{#if:\|]]                                       | Martín Krug   |
| —  | DEF  | [[Fitxer:Flag of Spain.svg\|23x15px\|border \|alt=Espanya\|link=Selecció de futbol d'Espanya\|{{#if:\|]]                                       | Nacho Pérez   |

| N. | Pos. | Nac. | Jugador      |
| -- | ---- | --- | ------------ |
| —  | DAV  | [[Fitxer:Flag of Spain.svg\|23x15px\|border \|alt=Espanya\|link=Selecció de futbol d'Espanya\|{{#if:\|]] | Kareem Tunde |
| —  | DAV  | [[Fitxer:Flag of Spain.svg\|23x15px\|border \|alt=Espanya\|link=Selecció de futbol d'Espanya\|{{#if:\|]] | Paco Cortés  |

### Cedits a altres equips
| N. | Pos. | Nac. | Jugador                                                 |
| -- | ---- | --- | ------------------------------------------------------- |
| —  | POR  | [[Fitxer:Flag of Spain.svg\|23x15px\|border \|alt=Espanya\|link=Selecció de futbol d'Espanya\|{{#if:\|]]                                       | Dani Martín (a la SD Huesca fins al 30 de juny de 2026) |
| —  | MIG  | [[Fitxer:Flag of the Valencian Community (2x3).svg\|23x15px\|border \|alt=País Valencià\|link=Selecció de futbol del País Valencià\|{{#if:\|]] | Hugo Redón (al CD Teruel fins al 30 de juny de 2026)    |

## Estadístiques del club

### Trajectòria al futbol professional
- Temporades a Primera Divisió: 16
  - Partits jugats a Primera: 554
  - Victòries a Primera: 158
  - Empats a Primera: 140
  - Derrotes a Primera:  256
  - Gols a favor: 626
  - Gols en contra: 866
  - Punts totals: 596
  - Millor posició a la Lliga: 6è (2011/2012)
  - Pitjor posició a la Lliga: 20è (2007/2008, 2015/2016)
  - Posició històrica a Primera: 26è
- Més gran victòria com a local a la Lliga

| Llevant UE | 5–1 | FC Barcelona |
| ---------- | --- | ------------ |
|            |     |              |

 Estadi de Vallejo (València)        
- Més gran victòria com a visitant a la Lliga

| CD Numancia | 1–3 | Llevant UE |
| ----------- | --- | ---------- |
|             |     |            |

 Nuevo Estadio Los Pajaritos (Sòria)        
- Més gran desfeta com a local a la Lliga

| Llevant UE | 1–5 | València CF |
| ---------- | --- | ----------- |
|            |     |             |

 Estadi Ciutat de València (València)        
- Més gran desfeta com a visitant a la Lliga

| Reial Madrid CF | 6–0 | Llevant UE |
| --------------- | --- | ---------- |
|                 |     |            |

 Estadi Santiago Bernabéu (Madrid)        
- Temporades a Segona Divisió: 41
  - Partits jugats: 1282
  - Partits guanyats: 488
  - Partits empatats: 325
  - Partits perduts: 469
  - Gols a favor: 1819
  - Gols en contra: 1792
  - Punts totals: 1483
  - Victòria més àmplia a Segona Divisió: Llevant U.E. 6 - 0 Ciutat de Múrcia (2005-2006)
- Temporades a Segona B: 12
  - Partits jugats: 456
  - Partits guanyats: 229
  - Partits empatats: 110
  - Partits perduts: 117
  - Gols a favor: 685
  - Gols en contra: 422
  - Punts totals: 614
- Temporades a Tercera: 22
  - Partits jugats: 540
  - Partits guanyats: 310
  - Partits empatats: 115
  - Partits perduts: 115
  - Gols a favor: 1145
  - Gols en contra: 508
  - Punts totals: 735
- Temporades a Primera Regional: 1
  - Partits jugats: 14
  - Partits guanyats: 14
  - Partits empatats: 0
  - Partits perduts: 0
  - Gols a favor: 65
  - Gols en contra: 10
  - Punts totals: 42
- Millor classificació a la Copa del Rei: Campió (1937)

### Jugadors internacionals
- Jugadors internacionals amb la selecció espanyola: 2
  - Ernest Domínguez. (1 de desembre de 1963)
  - José Campaña. (7 d'octubre de 2020)
- Jugadors participants a la Copa del Món de Futbol: 28
  -  Johan Cruyff (Països Baixos, 1974)
  -  Carlos Caszely (Xile, 1974 i 1982)
  -  Predrag Mijatović (Iugoslavia, 1998)
  -  Lauren Bisan-Etame (Camerun, 1998 i 2002)
  -  Daniel Ngom Kome (Camerun, 2002)
  -  Sergio González (Espanya, 2002)
  -  Juanfran García (Espanya, 2002)
  -  Damiano Tommasi (Itàlia, 2002)
  -  Pablo Cavallero (Argentina, 2002)
  -  Ian Harte (Irlanda, 2002)
  -  Sylvain N'Diaye (Senegal, 2002)
  -  Johan Mjällby (Suècia, 2002)
  -  Arouna Koné (Costa d'Ivori, 2006)
  -  Dariusz Dudka (Polònia, 2006)
  -  Theofanis Gekas (Grècia, 2010 i 2014)
  -  Loukas Vyntra (Grècia, 2010)
  -  Kalu Uche (Nigèria, 2010)
  -  Obafemi Martins (Nigeria, 2010)
  -  Duda (Portugal, 2010)
  -  Nacho González (Uruguai, 2010)
  -  Christian Stuani (Uruguai, 2014 i 2018)
  -  Keylor Navas (Costa Rica, 2014 i 2018)
  -  Óscar Duarte (Costa Rica, 2014 i 2018)
  -  Jefferson Montero (Equador, 2014)
  -  Felipe Caicedo (Ecuador, 2014)
  -  Nabil Ghilas (Algèria, 2014)
  -  Fahad Al-Muwallad (Aràbia Saudita, 2018)
  -  Jefferson Lerma (Colòmbia, 2018)
  -  Martín Cáceres (Uruguai 2010, 2014, 2018 i 2022)
  - Convocats sense jugar: José Francisco Molina (Espanya, 1998); Pablo Cavallero (Argentina, 1998); Gustavo Munúa (Uruguai, 2002); Asier del Horno (Espanya, 2006); Loukas Vyntra (Grècia, 2014); Mitchell Langerak (Austràlia, 2014).

### Rècords del club

#### Jugadors amb més partits
| N.  | Nom                | Partits |
| --- | ------------------ | ------- |
| 1r  | José Luís Morales  | 326     |
| 2n  | Félix Ettien       | 324     |
| 3r  | Agustín Dolz       | 247     |
| 4t  | Juanfran           | 244     |
| 5è  | Sergio Ballesteros | 239     |
| 6è  | Vicente Iborra     | 238     |
| 7è  | Roger Martí        | 234     |
| 8è  | Iñaki Descarga     | 226     |
| 9è  | Vicente Latorre    | 212     |
| 10è | Sergio Postigo     | 210     |

- Dades extretes de la web oficial del Llevant U.E.[27]
- Dades actualitzades a 26 de novembre de 2024
- Ressaltats els jugadors actuals del Llevant U.E.

#### Màxims golejadors
| N.  | Nom               | Gols |
| --- | ----------------- | ---- |
| 1r  | Roger Martí       | 75   |
| 2n  | José Luís Morales | 73   |
| 3r  | Rubén Suárez      | 39   |
| 4t  | Mustapha Riga     | 30   |
| 5è  | Enis Bardhi       | 24   |
| 6è  | Juanlu            | 22   |
| 7è  | David Barral      | 21   |
| 8è  | Gustavo Reggi     | 20   |
| 9è  | José Campaña      | 19   |
| 10è | Alberto Rivera    | 18   |

- Dades extretes de Transfermarkt
- Dades actualitzades a 26 de novembre de 2024
- Ressaltats els jugadors actuals del Llevant U.E.

## Altres dades
Categoria: Segona divisió

Accionista majoritari: Fundació Llevant Unió Esportiva Cent Anys Comunitat Valenciana 

Nombre de socis: 15.544

Himne oficial: lletra de Joaquím Sendra, música de J. M. Olcina i Pascual García 

Assistència mitjana (2023/24): 14.225 espectadors

Equipament esportiu: Macron

Àlies: granotes, l'equip granota, els d'Orriols

## Jugadors destacats
- Valente Domingos
- Constantino
- Salva
- Rubén Suárez
- Gabriel Amato
- Gustavo Reggi
- Pablo Cavallero
- Miguel Ángel Adorno
- Alfred Takacs
- Cícero Ramalho
- Ricardo Ferreira
- Sávio Borolini
- Vladimir Manchev
- Quique Setién
- Lauren
- Daniel Ngom Kome
- Albert Meyong Ze
- José Veiga
- Alberto Rivera
- Sergio García
- Edwin Congo
- Mladen Munjakovic
- Mate Sestan
- Felipe Caicedo
- Yago
- Juvenal Edjogo-Owono
- Sergio Barila
- Iñaki Descarga
- Xota Arveladze
- Karlheinz Jonas
- Juvencio Correia
- Ian Harte
- Marco Storari
- Damiano Tommasi
- Idrissa Keita
- Felix Dja Ettien
- Arouna Koné
- Moha
- Johan Cruyff
- Faas Wilkes
- José Francisco Molina
- Vicente
- Fernando Giner
- Osvaldo Peralta
- Ricardo Sanabria
- Ruiz-Díaz
- Duda
- Brahim Thiam
- Aleksandar Kocic
- Predrag Mijatović
- Johan Mjällby
- Fabio Celestini
- Héctor Núñez
- Carlos Caszely
- Radoslav Bebic
- Zoran Vujcic

## Presidents
| Període   | President                   | Observacions |
| --------- | --------------------------- | ------------ |
| 1939-1941 | Rafael Valls Castelló       |              |
| 1941-1943 | Luís Moscardó               |              |
| 1943-1944 | Emilio Bello Blasco         | 1r mandat    |
| 1944-1945 | Isaías Aspas                |              |
| 1945-1949 | Francisco Belenguer         |              |
| 1949-1950 | Vicente Gil Mortes Lizandra |              |
| 1950-1951 | Manuel Alepuz Andrés        |              |
| 1951-1952 | Amador Sanchís Mora         |              |
| 1952-1953 | Emilio Bello Blasco         | 2n mandat    |
| 1953-1960 | Antonio Román López         | 1r mandat    |
| 1960-1962 | José Navarro Martínez       |              |
| 1962-1966 | Eduardo Clerigues Andreu    |              |
| 1966-1970 | Antonio Román López         | 2n mandat    |
| 1971-1977 | Manuel Grau Torralba        |              |
| 1977-1979 | Santiago Sanz Martín        |              |
| 1980-1980 | Francisco Aznar Serra       |              |
| 1981-1982 | Federico Cortés Martín      |              |
| 1982-1984 | Antonio Aragonés Agramunt   |              |
| 1985-1986 | Juan José Murria Bau        |              |
| 1986-1993 | Ramón Victoria Marz         |              |
| 1993-1995 | José Luís López Sánchez     |              |
| 1995-1996 | Abel Guillén Más            |              |
| 1996-2002 | Pedro Villarroel Guzmán     | 1r mandat    |
| 2002-2004 | Antonio Blasco Muñoz        |              |
| 2004-2007 | Pedro Villarroel Guzmán     | 2n mandat    |
| 2007-2009 | Julio Romero Salvador       |              |
| 2009      | Jesús Serna Sánchez         |              |
| 2010-2023 | Francisco J. Catalán Vena   |              |
| 2023-Act. | Pablo Sánchez               |              |

## Palmarès

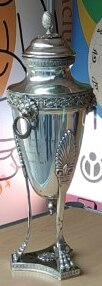
Copa de l'Espanya Lliure, aconseguida en la temporada 1936/37.

- Temporada 1927/28 Campió Regional de València
- Temporada 1931/32 Campió del seu Grup Regional
- Temporada 1934/35 Campió del Torneig Súper Regional
- Temporada 1936/37 Campió de Copa de l'Espanya Lliure (reconeguda pel Congrés dels Diputats per unanimitat)[29]
- Temporada 1943/44 Campió del seu Grup de Tercera Divisió
- Temporada 1972/73 Campió Tercera Divisió
- Temporada 1975/76 Campió Tercera Divisió
- Temporada 1978/79 Campió Segona Divisió B
- Temporada 1988/89 Campió Segona Divisió B
- Temporada 1994/95 Campió Segona Divisió B
- Temporada 1995/96 Campió Trofeu Ciutat de València
- Temporada 1995/96 Campió Segona Divisió B
- Temporada 1998/99 Campió Segona Divisió B
- Temporada 2003/04 Campió Segona Divisió A
- Temporada 2005/06 Tercer classificat de Segona Divisió A (ascens a primera)
- Temporada 2016/17 Campió Segona Divisió A

## Afició

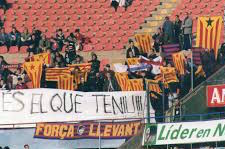
Ultres del grup Força Llevant lluint banderes estelades.

Força Llevant fou un grup ultra del Llevant fundat per membres de Maulets i de la Secció País Valencià de Boixos Nois, entre ells Guillem Agulló i Salvador. Els membres tenien ideologia nacionalista valenciana i independentista. Eren d'estètica skinhead. Van protagonitzar nombrosos incidents amb grups neonazis, blavers i espanyolistes. Tenien una forta enemistat amb Ultras Levante, la grada ultra espanyolista del Llevant i amb Ultra Yomus, del València Club de Futbol.

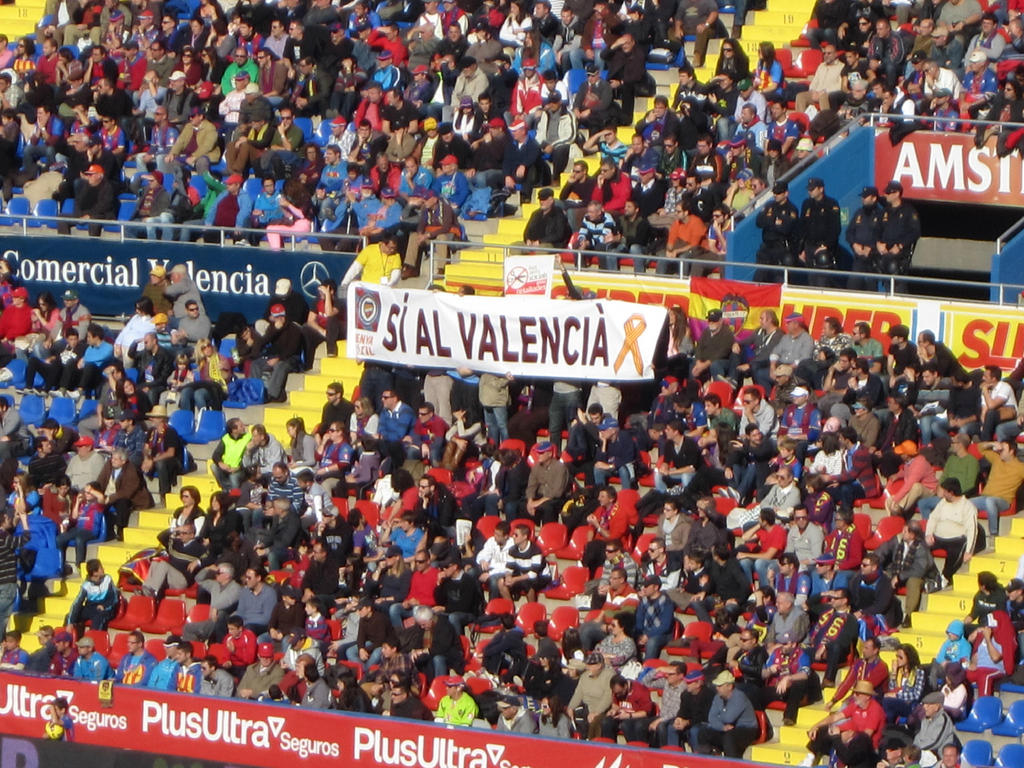
Campanya impolsada per la Penya Tòtil en defensa del valencià.

Una altra penya del club és la Penya Tòtil. Aquest grup d'animació té un especial arrelament a la ciutat de Picanya, on té la seua seu social. S'ubiquen a la Grada d'Alboraia de l'Estadi Ciutat de València. Ideològicament segueixen una línia valencianista, progressista i antifeixista. Un dels seus objectius quan es fundà va ser la valencianització del club, aconseguint que la directiva tinga en compte la llengua valenciana als cartells, el web del club, les xarxes socials i l'himne del centenari. Entre els seus membres destacats trobem qui ha estat president de la penya: Xavier Rius i Torres, qui fou una de les personalitats polítiques que més va pressionar a les institucions per reconèixer la Copa de l'Espanya Lliure del 1937 al Llevant UE.

## Equip femení
La secció femenina de futbol del Llevant UE prové de l'antic San Vicent València, club fundat el 1993 que fou absorbit pel Llevant l'any 1998. Des d'aleshores el Llevant UE s'ha convertit en l'equip valencià de futbol femení més important de tot el país. Tant és així que en aquests anys han aconseguit guanyar 4 lligues, 6 copes de la reina i 2 supercopes d'Espanya, a més d'haver participat fins en cinc ocasions en la UEFA Women's Champions League.